# Кужендеевский сельсовет
Кужендеевский сельсовет — сельское поселение в Ардатовском районе Нижегородской области Российской Федерации.
Административный центр — село Кужендеево.

## История
Статус и границы сельского поселения установлены Законом Нижегородской области от 15 июня 2004 года № 60-З «О наделении муниципальных образований - городов, рабочих поселков и сельсоветов Нижегородской области статусом городского, сельского поселения»

## Население
| 2002 | 2010  | 2012  | 2013  | 2014 | 2015 | 2016 |
| ---- | ----- | ----- | ----- | ---- | ---- | ---- |
| 1011 | ↘1006 | ↘1003 | →1003 | ↘997 | ↘984 | ↘973 |
| 2017 | 2018  | 2019  | 2020  | 2021 |      |      |
| ↗978 | ↘952  | ↘940  | ↘920  | ↘828 |      |      |

## Состав сельского поселения
| № | Населённый пункт | Тип населённого пункта       | Население |
| - | ---------------- | ---------------------------- | --------- |
| 1 | Беляево          | деревня                      | ↘198      |
| 2 | Высоково         | деревня                      | ↘156      |
| 3 | Кужендеево       | село, административный центр | ↗652      |